# Dinamo (stacja metra w Jekaterynburgu)
Dinamo (ros. Динамо) – piąta stacja jedynej linii znajdującego się w Jekaterynburgu systemu metra.

## Charakterystyka
Stacja umiejscowiona jest w rejonie żeleznodorożnym, jednym z centralnie położonych obszarów miasta, gdzie spotykają się różne arterie komunikacyjne Jekaterynburga. Mimo to stacja znajduje się niejako na uboczu, pośrodku terenów rekreacyjnych miasta. W jej pobliżu znajdują się m.in. stadion Dynamo, hala widowiskowo-sportowa Urałoczki, sala koncertowa Kosmos oraz jedna z największych atrakcji turystycznych miasta – Cerkiew na Krwi. Ruch na Dinamo w porównaniu z innymi stacjami nie jest zbyt wielki, bo przystanek obsługuje dziennie około 5 tysięcy pasażerów. To właśnie w tym miejscu rozpoczęły się pierwsze prace nad budową całego systemu metra w Jekaterynburgu, bo jeszcze w 1973 roku wykonano w tym rejonie pierwsze odwierty. Budowa ruszyła w lutym 1981 roku. Problemem był jeden z większych stawów znajdujący się w pobliskim parku, który jest jednym z ulubionych miejsc wypoczynku dla mieszkańców i inżynierowie musieli być niezwykle ostrożni by go nie uszkodzić. Dodatkowe trudności sprawiał niezwykle wysoki poziom wód gruntowych, które wielokrotnie zalewały odwierty. By sobie z nimi poradzić projektanci musieli dodatkowo wzmocnić konstrukcję przyszłej stacji. Tak jak w przypadku innych przystanków jekaterynburskiej kolei podziemnej pod koniec lat osiemdziesiątych XX wieku pojawiły się problemy ekonomiczne, które zastopowały budowę. Rozpad Związku Radzieckiego oraz trudności jakie występowały w Rosji na początku lat dziewięćdziesiątych także nie ułatwiły szybkiego oddania stacji do użytku.
Stacja została uroczyście otwarta 22 grudnia 1994 roku. Nazwę nadaje znajdujący się nieopodal stadion. Wystrojowi stacji nadano styl nawiązujący do sportu. Elementy dekoracyjne mają być odwołaniem do starożytnych Igrzysk Olimpijskich a umieszczone na ścianach reliefach mają oddawać młodość i siłę. Ściany stacji, a także posadzki wyłożone są pochodzącym z Karelii granitem. Dodatkowo użyto także marmuru. Na stacji znajduje się też kopia rzeźby Dyskobol. Sufity ozdabiają żyrandole, którym nadano styl klasyczny, ale są one z reguły wyłączone, co sprawia, że stacja ma dość ponury charakter. Po opuszczeniu terenu stacji możliwa jest szybka przesiadka do komunikacji autobusowej lub tramwajowej.